# تونی مهفود
تونی گابریل مهفود (به انگلیسی :toni gabriel mahfud زاده ۲ دسامبر ۱۹۹۴)مدل، نقاش و عکاس اهل هامبورگ آلمان است. پدر او سوری‌تبار و مادر او آلمانی تبار است.در سال ۲۰۱۸ از نگاه مردم بین ۱۰۰ چهره‌ی جذاب دنیا ، عنوان ششمین مرد جذاب جهان را کسب کرد.در سال ۲۰۲۱ در بین ۱۰۰ چهره‌ی برتر اعلام شده توسط مجله آمریکایی TC candler رتبه‌ی بیست و سوم اعلام شد. همچنین در سال ۲۰۲۱ برند کوپرا او را سفیر خود اعلام کرد.